# Rongorongo
Rongo-rongo (sau rongorongo; pronunție în limba rapa nuinui: [ˈɾoŋoˈɾoŋo]) denumește un sistem de glife descoperit în secolul al XIX-lea pe Insula Paștelui (Rapa Nui) și care alcătuiește ceea ce pare a fi o scriere sau protoscriere încă nedescifrată, în ciuda încercărilor oamenilor de știință. Cu toate acestea, au fost identificate o serie de date calendaristice precum și informații legate de descendențe genealogice chiar dacă glifele în sine nu pot fi citite.
Astăzi mai există doar 24 de obiecte de lemn purtând inscripții rongo-rongo, unele dintre acestea fiind arse sau puternic deteriorate datorită trecerii timpului și lipsei de luare a unor măsuri de conservare corespunzătoare. Niciuna dintre aceste inscripții nu se mai află pe Insula Paștelui, ci sunt răspândite în întreaga lume, fie prin muzee fie prin colecții particulare. Obiectele care poartă inscripțiile sunt în majoritate tăblițe de lemn cu forme neregulate, dar printre ele se regăsește și un toiag de lemn al unei căpetenii locale, statueta unui om-pasăre și 2 ornamente pectorale. În afară de obiectele din lemn mai există și câteva petroglife care ar putea include scurte inscripții rongo-rongo. Tradiția orală a pascuanilor sugerează că doar o elită redusă numeric era capabilă să citească inscripțiile care erau considerate ca fiind sacre.
Textele rongo-rongo autentice sunt scrise alternativ de la stânga la dreapta și de la dreapta la stânga într-un sistem de direcții numit denumit boustrofedon inversat. Pe o treime dintre tăblițe, liniile de text sunt gravate în lungul unor caneluri puțin adânci pe suprafața lemnului. Glifele redau contururi de ființe umane, de animale, de plante, de artefacte sau au forme decorative. Multe dintre figurile umane sau animaliere, cum ar fi  (glifa rongo-rongo 200) sau  (glifa 280) prezintă protuberanțe caracteristice de fiecare parte a capului, reprezentând probabil urechi sau ochi.
Textele individuale sunt denumite convențional cu o literă mare și un nume, cum este Tăblița C - Mamari. Uneori numele pot fi descriptive, așa cum se întâmplă cu tăblița denumită Lopata sau cu tăblița denumită Tabachera sau pot indica locul unde se află textul respectiv: Mica Tăbliță din Santiago sau Toiagul din Santiago.

## Etimologie și nume alternative
Rongo-rongo este denumirea modernă a inscripțiilor și înseamnă în limba rapa nui a recita, a declama, a incanta. 
Numele original al textelor (sau mai degrabă descrierea acestora) este kohau motu mo rongorongo ceea ce înseamnă rânduri scrijelite pentru incantații, prescurtat la kohau rongorongo adică rânduri pentru incantații. Se cunosc și alte nume, specifice fiecărui text în parte, în funcție de conținutul acestora. Astfel, kohau ta‘u (rânduri despre ani) se referă la cronici, kohau îka (rânduri despre pești) sunt liste de nume ale celor care au căzut în război (îka – pește este folosit figurativ pentru a denumi o victimă de război) iar kohau ranga (rânduri despre fugari) sunt liste cu refugiații din calea războaielor. 
Unii cercetători au ajuns la concluzia că ta‘u din kohau ta‘u face trimitere la o formă de scriere separată de rongo-rongo. Etnologul german Thomas Barthel a remarcat următoarele: „Pascuanii aveau și o altă formă de scriere denumită ta‘u și cu ajutorul căreia își scriau cronicile sau își notau evenimentele importante, dar această formă de scriere a dispărut.” Steven Fisher (autorul cărții Istoria Scrisului) a consemnat următoarele: „inițial ta‘u a fost un tip de inscripționare rongo-rongo. În 1880, un grup de înțelepți pascuani au inventat un sistem de inscripționare derivat din rongo-rongo, denumit, de asemenea, ta‘u și care a fost folosit la decorarea sculpturilor artizanale, cu intenția de a le spori valoarea comercială. Acest sistem derivat este o simplă imitare a sistemului rongo-rongo.” Un pretins al treilea tip de inscripționare, mama sau va‘eva‘e, descris în câteva publicații pe la jumătatea secolului al XX-lea, s-a dovedit a fi doar un sistem geometric decorativ, inventat de către pascuani la începutul secolului al XX-lea.

## Formă și alcătuire

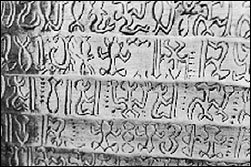
Mica tăbliță din Santiago (fragment de pe tăblița G) arată limpede modelul canelurilor în lungul cărora s-au gravat glifele.

Formele glifelor sunt contururi standardizate de ființe vii sau de forme geometrice cu o dimensiune medie de un centimetru. Tăblițele de lemn au forme neregulate și, în multe cazuri, prezintă caneluri. Glifele sunt înscrise în lungul acestora (tăblițele B, E, G, H, O, Q, și T) așa cum se poate observa la tăblița G (imaginea din dreapta). Se crede că forma neregulată a tăblițelor precum și folosirea, la crearea acestora, a unor bucăți de lemn cu imperfecțiuni, au fost impuse de penuria cronică de lemn de pe insulă.

### Suportul de scriere
Exceptând câteva glife gravate în piatră, toate inscripțiile care au supraviețuit se regăsesc pe suport de lemn. Conform tradiției, tăblițele au fost realizate din lemn de toromiro (Sophora toromiro), o plantă endemică pe Insula Paștelui. Totuși, în 2005, Catherine Orliac a examinat cu ajutorul microscopului electronic șapte obiecte (tăblițele B, C, G, H, K, Q și L) și a stabilit că toate sunt create din lemn de trandafir de Pacific (Thespesia populnea), rezultat în deplină concordanță cu altă examinare din 1934 care a stabilit că tăblița M are aceeași structură. Lemnul acestui arbore (care poate atinge și 15 metri înălțime) este folosit pentru sculptură în toată Polinezia de Est și a fost adus pe Insula Paștelui de către primii coloniști. Nu tot lemnul era nativ: Orliac a stabilit în 2007 că tăblițele N, P și S sunt făcute din lemnul unui conifer originar din Africa de Sud (Podocarpus latifolius) ceea ce presupune un contact cultural din afara Pacificului. Fischer a descris tăblița P ca fiind „un fragment deteriorat dintr-o vâslă de origine europeană sau americană”, la fel cum sunt și tăblițele A (din frasin european, Fraxinus excelsior) și V. Conform Fischer, multe dintre tăblițe provin din lemnul navelor europene eșuate sau scufundate în zonă iar altele provin din resturi de canoe fabricate din bușteni eșuați pe țărmurile insulei. Textele unor tăblițe, inclusiv cel de pe tăblița O, sunt înșirate în lungul unor caneluri sculptate pe bucăți de lemn aduse de valuri. Faptul că singurul suport de scriere era lemnul iar acesta, datorită lipsei sale cronice, era folosit cu mare zgârcenie, a avut câteva consecințe importante în structurii scrierii: abundența ligaturilor și forțarea unui stil telegrafic în exprimare, lucruri care complică și mai mult încercările de analiză și descifrare a textelor. 

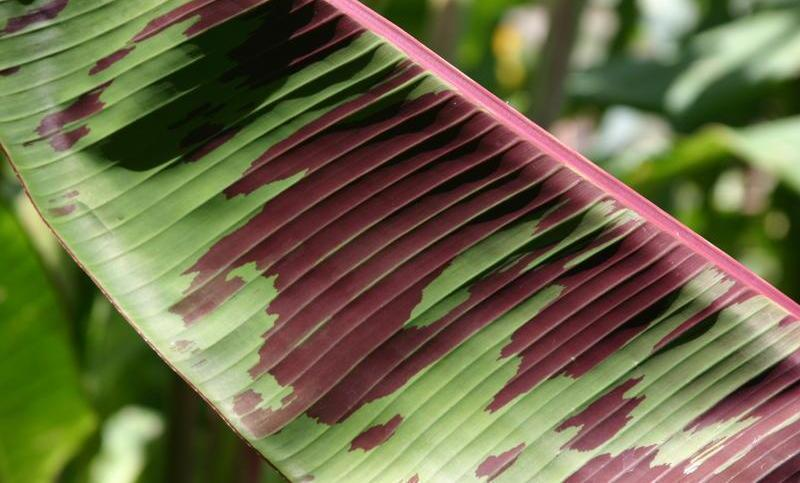
Este posibil ca tăblițele Rongorongo să fi fost influențate de scrierea pe frunze de banan (în imagine frunză de bananier cu caneluri).

Legenda spune că, datorită valorii foarte mari a lemnului, doar câțiva experți aveau voie să-l folosească la scriere, în vreme ce învățăceii foloseau frunzele de banan. Etnologul german Thomas Barthel crede că scrierea pe bucăți de lemn cu caneluri a reprezentat o etapă mai puțin importantă în evoluția scrierii rongo-rongo, aceasta fiind derivată din obiceiul de a scrie pe frunze sau pe scoarță de banan cu ajutorul unui stylus de os. În timp, scrierea pe frunze de banan s-a păstrat nu doar pentru procesul de învățământ cât și pentru a realiza ciorne a textelor care urmau să ajungă pe tăblițele de lemn. El a stabilit experimental că glifele sunt destul de vizibile pe frunzele de banan din pricina sevei care apare în urma zgârieturilor și care este lăsată apoi să se usuce la soare. Cu toate acestea, odată uscate, frunzele devin fragile și nu rezistă pentru multă vreme. Barthel a emis ipoteza că frunzele de banan au servit drept model pentru tablete iar canelurile din lemn nu aveau alt rol decât acela de a imita structura nervurilor unei frunze.

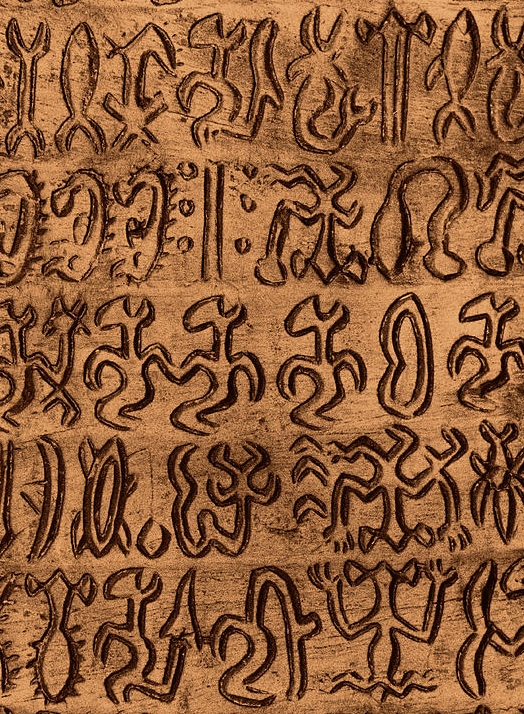
Detaliu față-verso - Mica tăbliță din Santiago, arătând liniile de la 3 (jos) la 7 (sus). Glifele rândurilor 3, 5, și 7 sunt orientate normal în vreme ce rândurile 4 și 6 sunt orientate cu susul în jos.

„Experimentele practice cu materiile prime indigene au dovedit că părțile deja menționate dintr-un banan pot fi nu numai un suport ideal pentru scris, dar există și o corespondență directă între înălțimea rândurilor scrise de pe tăblițe și distanțele dintre nervurile frunzelor sau tulpinilor de banan. Inscripțiile clasice pot fi împărțite în două categorii, în funcție de înălțimea rândurilor: 10-12 mm și 15 mm. Aceste dimensiuni corespund cu dispunerea naturală a nervurilor tulpinilor de banan (în jur de 10 mm pentru segmentul inferior al unui arbore de mărime medie) sau cu dispunerea nervurilor pe frunze (maxim 15 mm).”—Barthel 1971:1169

### Direcția de scriere
Glifele rongo-rongo sunt scrise în sistemul boustrophedon inversat, de la stânga spre dreapta și de jos în sus. Acest lucru înseamnă că lectura tăblițelor se face începând din colțul stânga jos, se citește o linie de la stânga la dreapta apoi se rotește tăblița cu 180° și se continuă cu rândul următor. Când se citește o linie, celelalte linii învecinate (de sus și de jos), vor apărea cu susul în jos, după cum se poate observa în imaginea din stânga.
Scrierea se continuă pe cealaltă față a tăbliței din punctul în care textul pe prima față se încheie. Astfel, dacă prima față are un număr impar de linii (cum este cazul tăblițelor K, N, P și Q), scrierea va începe pe cealaltă față din colțul stânga sus iar direcția de scriere se schimbă de sus în jos. Tăblițele lungi, asemănătoare cu niște scânduri se citeau fără a se întoarce, ceea ce presupunea o anumită abilitate a cititorului de a lectura rânduri scrise cu susul în jos.

### Instrumente de scris

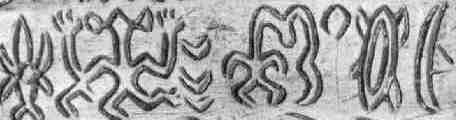
Gv4 a fost scrisă, aproape în întregime, cu un dinte de rechin. Totuși, glifa a doua și a treia de la dreapta spre stânga (și) sunt legate cu o linie subțire care ar fi putut fi trasata cu o așchie de obsidian.

Conform tradiției, scribii foloseau pene de obsidian sau dinți de rechin, unelte care încă se mai folosesc în Polinezia pentru a grava lemnul. Glifele sunt alcătuite în general din tăieturi regulate și adânci, dar există și glife realizate din tăieturi de grosimea firului de păr. În imaginea din dreapta, o glifă este alcătuită din două părți unite între ele cu o linie foarte fină. Unii cercetători, inclusiv Barthel, sunt de părere că liniile fine, de grosimea firului de păr, sunt realizate cu așchii de obsidian și, ca o consecință, textele erau mai întâi schițate cu obsidian și după aceea erau întărite cu ajutorul dinților de rechin. Liniile fine rămase sunt fie greșeli fie convenții de scriere sau simple elemente decorative. Șirurile verticale ale emblemelor sau motivelor romboidale, spre exemplu, sunt legate printr-o linie fină, caracteristică, linie care poate fi observată în mod repetat la unul din capetele tăbliței B. Lui Barthel i s-a spus, de asemenea, că Nga'ara, ultimul rege din Rapanui care știa să scrie, mai întâi schița glifele în funingine și abia mai apoi le transcria pe lemn cu ajutorul unui dinte de rechin.
Tăblița N, pe de altă parte, nu prezintă nici un semn trasat cu ajutorul dinților de rechin. Haberland a observat că glifele de pe această tăbliță par a fi incizate cu ajutorul unui os ascuțit, fapt pus în evidență de adâncimea și lățimea inciziilor. Tăblița N prezintă și „urme de intervenție ulterioară cu pene de obsidian pentru finisarea detaliilor. Nici o altă tăbliță rongo-rongo nu prezintă asemenea caracteristici grafice”.
Alte tăblițe par a fi fost prelucrate cu ajutorul unei lame de oțel, adesea destul de rudimentar. Deși cuțitele de oțel au devenit accesibile odată cu venirea spaniolilor, există totuși o umbră de îndoială cu privire la autenticitatea acestor tăblițe prelucrate cu unelte metalice.

### Glifele

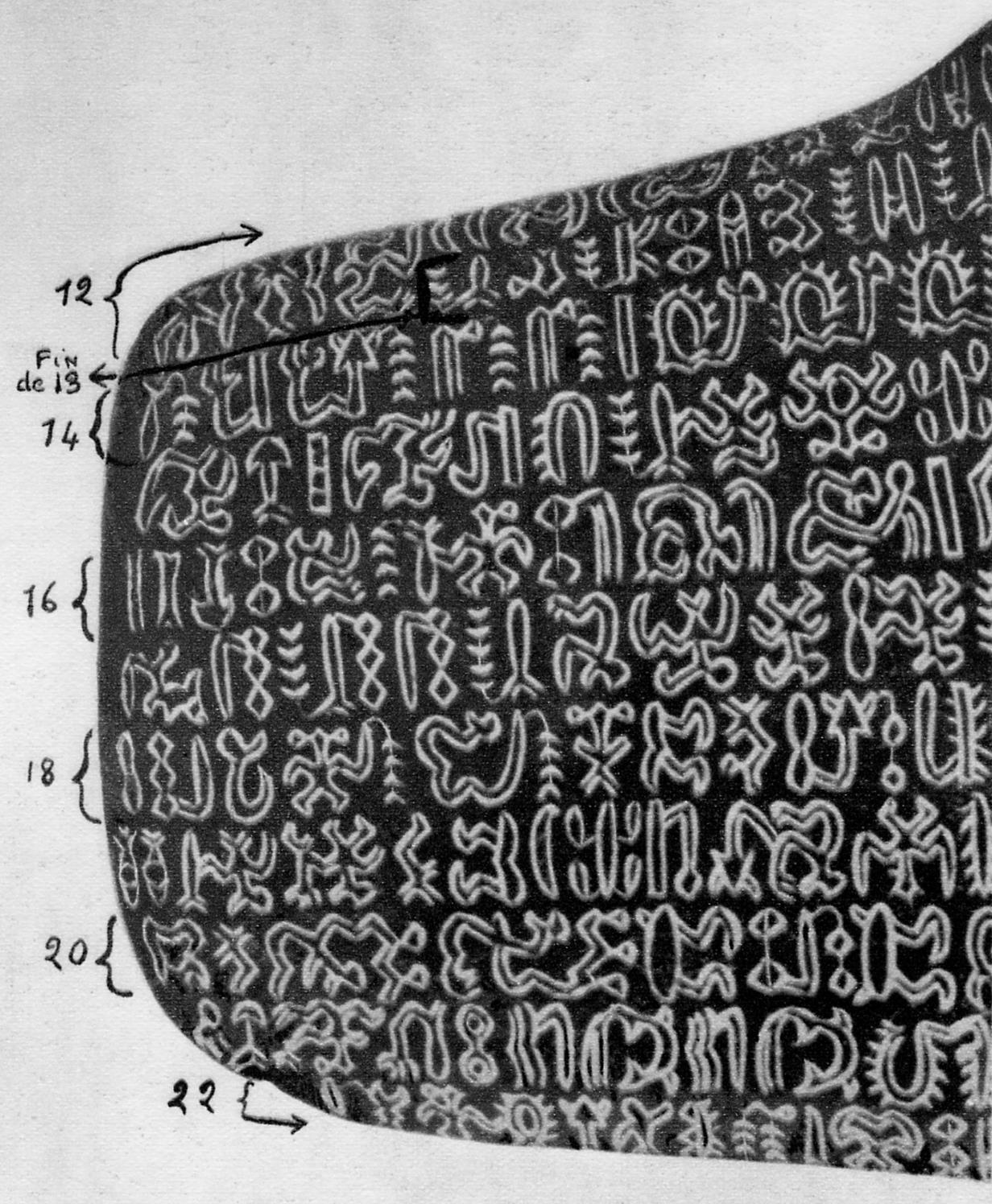
Negativul fotografic al unui capăt al tăbliței B. Rândurile sunt numerotate; Fin de 13 înseamnă „sfârșitul rândului 13”. (Click pe imagine pentru a putea fi văzută aproximativ la scara 1:1.)

Glifele redau în forme stilizate siluete umane, de animale, forme vegetale sau simple forme geometrice, adesea în combinații diverse. Glifele care reprezintă forma umane cu cap sunt orientate vertical și fie cu fața înainte, fie cu fața din profil spre dreapta, în direcția de scris. Nu se cunoaște ce semnificație ar fi putut să aibă răsucirea glifelor cu capul în jos sau cu fața spre stânga. Capetele siluetelor umane sau animaliere prezintă protuberanțe laterale caracteristice care reprezintă ochii (cum se poate vedea în glifa de jos) sau urechile (la petroglifele antropomorfe, vezi secțiunea următoare). Reprezentările de păsări sunt destul de răspândite, multe dintre glife redau fregate care sunt asociate cu zeitatea pascuană supremă: Makemake.  Alte glife au forme de pești sau de artropode. Un număr redus de glife sunt similare cu petroglifele răspândite pe insulă. 

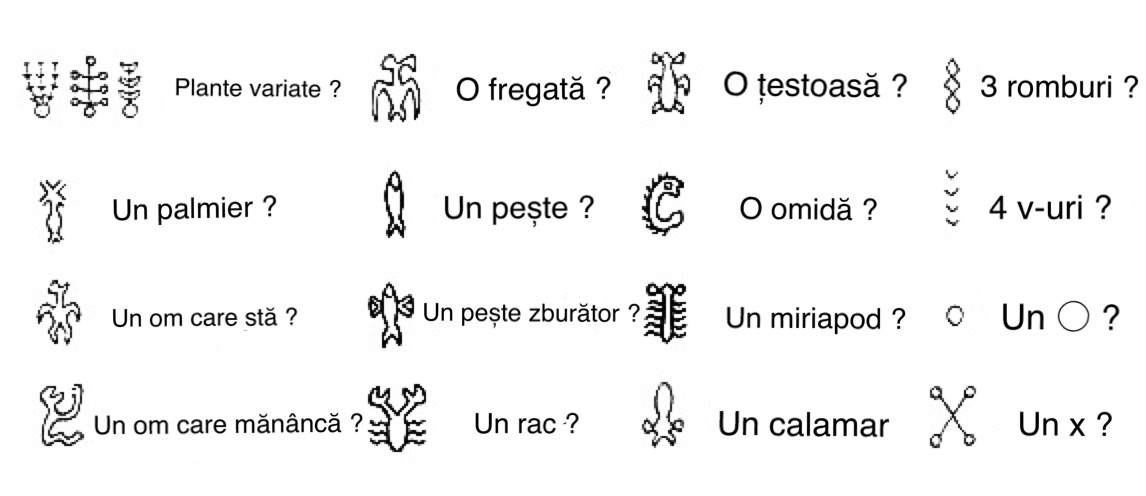
Câteva exemple de glife rongo-rongo. Glifa care redă un om șezând (seated man eating) este considerată o glifă compusă. Conform Barthel (1958). Legendele din dreapta figurilor sunt doar descriptive și nu redau sensul glifelor.

## Origine
Tradiția orală a reținut că fie Hotu Matu‘a, fie Tu‘u ko Iho, fondatorii legendari ai civilizației pascuane, au adus 67 de tăblițe din locurile natale. Tot fondatorilor li se atribuie meritul de a fi adus cu ei planta toromiro. Cu toate acestea, nici în Polinezia și nici în America de Sud nu există „locuri natale” care să fi avut o tradiție similară în scris. De aceea, rongo-rongo apare ca o dezvoltare culturală locală. Având în vedere, în deceniul șapte al secolului al XIX-lea, niciunul sau extrem de puțini dintre locuitorii insulei știau să citească glifele, este foarte probabil că doar o mică minoritate a fost în stare, în decursul istoriei pascuane, să scrie și să citească. Într-adevăr, primilor exploratori europeni li s-a spus că scrisul și cititul era un privilegiu al familiilor conducătoare și al preoților. Iar aceștia au fost răpiți și transformați în sclavi de către spaniolii din Peru sau au murit din pricina epidemiilor ulterioare apariției europenilor.

### Datarea tăblițelor
Puține încercări de datare a tăblițelor au fost făcute. Tăblița Q (Small Saint Petersburg) este, de altfel, singura care a fost datată cu Carbon-14 dar rezultatul este imprecis: a fost creată cândva după 1680.
Datarea directă nu este singura modalitate de a stabili vârsta tăblițelor. Textele A, P și V au fost create în secolele al XVIII-lea și al XIX-lea deoarece sunt înscrise pe resturi din vâsle europene. Orliac a calculat că lemnul tăbliței C (Mamari) a fost tăiat dintr-un trunchi de arbore de circa 15 metri înălțime, dar Insula Paștelui fusese demult defrișată de arbori cu asemenea dimensiuni. Analiza resturilor de mangal arată că pădurile au dispărut de pe insulă în prima jumătate a secolului al XVII-lea. Roggeveen, exploratorul olandez care a descoperit insula în 1722, a descris locurile ca fiind „lipsite de arbori mari” iar Gonzales de Ahedo (navigator și cartograf spaniol) a notat în 1770 următoarele: „Pe insulă nu există nici un singur arbore suficient de mare ca să se obțină din el o scândură mai lată de 15 centimetri”. Georg Forster (savant german contemporan cu James Cook) a remarcat în 1774, când a vizitat insula, că „nu există pe întreaga insulă arbori mai înalți de trei metri”. Prin aceste metode se datează doar lemnul iar nu și inscripția. Oricum, trandafirul de Pacific nu are un lemn durabil și este improbabil ca tăblițele manufacturate din acest soi să reziste vreme îndelungată în climatul Insulei Paștelui. Pe de altă parte, se crede că glifa 067 reprezintă palmierul de pe Insula Paștelui, specie dispărută, conform analizelor de polen, în jurul anului 1650. Prin urmare, glifele datează cel puțin din acea perioadă. Începutul defrișărilor pentru agricultură au fost datate cu începere din secolul al XIII-lea.

### Expediția spaniolă de la 1770
Câțiva savanți au sugerat că scrierea rongo-rongo ar putea fi o invenție de dată recentă, inspirată de vizita unei expediții spaniole în 1770 (condusă de către González de Ahedo) și de semnarea de către pascuani a unui tratat de anexiune. O probă circumstanțială în favoarea acestei ipoteze o reprezintă faptul că nici un explorator european nu a semnalat inscripțiile până la descoperirea acestora în 1864 de către  Eugene Eyraud, iar semnăturile șefilor pascuani de pe tratatul de anexiune nu seamănă cu scrierea rongo-rongo. Ideea susținută de acești cercetători este aceea că scrierea rongo-rongo nu este inspirată din alfabetul latin sau din oricare alt sistem de scriere. Este vorba, susțin savanții, despre faptul că, printr-un proces cunoscut în antropologie sub numele de difuzie trans-culturală, populația din Insula Paștelui a fost, mai întâi, contaminată cu conceptul de scriere, ceea ce a dus apoi la inventarea unui sistem de scriere pascuan propriu. Dacă așa stau lucrurile, scrierea rongo-rongo a fost inventată, dezvoltată și pierdută în uitare în mai puțin de un secol. Oricum, cazurile cunoscute de difuzie a scrisului, cum ar fi silabarul indienilor Cherokee, inventat de Sequoyah după ce a observat puterea cuvântului scris din ziarele de limbă engleză sau scrierea Yugtun, inventată de Uyaquk, un nativ din Alaska care s-a inspirat din textele creștine, au implicat contacte mai dezvoltate și mai adânci decât simpla iscălitură de pe un tratat. Faptul că primii exploratori, care au stat relativ puțin pe insulă și nu au remarcat scrierea rongo-rongo, poate reflecta faptul că, la vremea aceea, tăblițele erau tabu pentru străini. Acest tabu s-a erodat și pierdut în timp, pe măsură ce societatea pascuană s-a prăbușit după înrobirea unei părți a populației sau după valurile de epidemii care au decimat populația indigenă. Astfel, tăblițele au devenit mult mai accesibile în vremea lui Eyraud. După cum Orliac a remarcat, tăblița C pare să preceadă vizita spaniolilor cu cel puțin un secol.

### Petroglifele

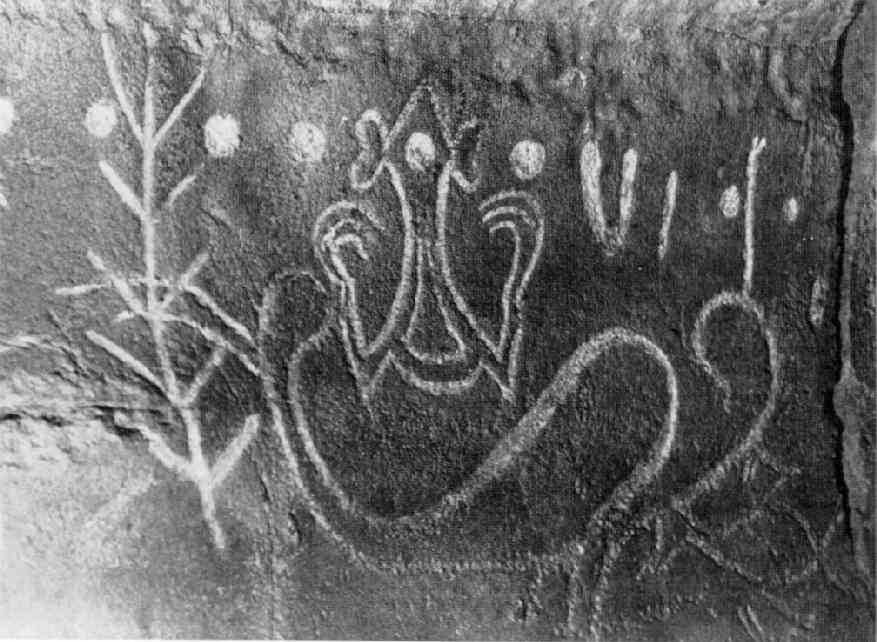
Petroglife din peștera Ana o Keke redau glifa 3 (stânga) și glifa compusă 211:42 (centru). O linie punctată trece peste ele, urmată de forma literei V care ar putea să fie glifa 27.

Insula Paștelui are cel mai bogat sortiment de petroglife din întreaga Polinezie. Aproape fiecare suprafață potrivită pentru așa ceva a fost inscripționată, inclusiv zidurile din piatră ale câtorva case și chiar și câteva dintre statuile mo‘ai împreună cu pălăriile lor de piatră. Au fost catalogate în jur de o mie de situri cu peste patru mii de glife, unele în basorelief sau doar scobite în piatră, altele pictate cu roșu și alb. La Orongo, un centru de ceremonial consacrat lui tangata manu (omul pasăre), se regăsesc numeroase reprezentări ale zeității Makemake, cel care a creat lumea. De asemenea se regăsesc și animale marine, cum ar fi peștii ton, țestoasele, peștii spadă, rechinii, balenele, delfinii, crabii și caracatițele (unele cu chip omenesc) sau animale domestice (cocoși) ori obiecte de uz comun (canoe). Cu toate că petroglifele nu pot fi datate în mod direct, unele dintre ele, descoperite în câteva construcții precoloniale, sugerează că sunt relativ vechi.  
Câteva dintre petroglifele antropomorfe sau zoomorfe au corespondențe în sistemul rongo-rongo. Spre exemplu, fregata cu două capete  (glifa 680) de pe pălăria unui moai apare și pe douăsprezece dintre tăblițe. McLaughlin (2004) a evidențiat cele mai clare corespondențe cu colecția de petroglife realizată de Lee (1992). Cu toate acestea, paralelele dintre petroglife și glife sunt mai degrabă cazuri singulare: au fost puse în evidență foarte puține fragmente de text. Acest lucru a dus la ideea că rongo-rongo este o creație de dată recentă, inspirată, probabil, de designul petroglifelor sau păstrând elemente izolate dintre acestea ca logograme, dar nu suficient de veche pentru a fi inclusă într-o tradiție petroglifică. Candidatul cel mai complex pentru scrierea rongo-rongo în piatră pare a fi o succesiune de glife (unele cu ligaturi) sculptate pe peretele unei peșteri. Numai că peștera respectivă să află în vecinătatea casei în care s-au fabricat tăblițele Poike, o serie de falsuri ordinare. Așadar, petroglifele din peșteră s-ar putea să nu fie autentice.

## Mărturii istorice

### Descoperire
Eugene Eyraud, un călugăr al Congregației de Picpus, a debarcat pe Insula Paștelui la data de 2 ianuarie 1864, după o călătorie începută cu 24 de zile înainte la Valparaiso. Acesta urma să rămână acolo timp de nouă luni, interval în care urma să evanghelizeze întreaga populație a insulei. Eyraud a scris o dare de seamă despre șederea sa pe insulă și în care a pomenit descoperirea tăblițelor.
„În fiecare colibă pot fi găsite tăblițe din lemn sau bețe acoperite cu un soi de litere hieroglifice: sunt redări ale unor animale necunoscute pe insulă pe care indigenii le desenează cu ajutorul unor pietre ascuțite. Fiecare figurină are propriul său nume, dar atenția redusă pe care indigenii o acordă acestor tăblițe mă determină să cred că literele, rămășițe ale vreunei scrieri primitive, reprezintă pentru ei un obicei pe care l-au păstrat fără să-i caute vreun înțeles.”—Eyraud 1886:71
În această dare de seamă nu mai apare nici o altă referință la tăblițele de lemn iar descoperirea acestora a trecut neobservată. Eyraud a părăsit Insula Paștelui pe 11 octombrie cu sănătatea șubrezită serios. Hirotonit preot în 1865, s-a reîntors pe Insula Paștelui în 1866 și în luna august a aceluiași an a murit de tuberculoză, la vârsta de 48 de ani.

### Distrugere
În 1868, Florentin-Etienne „Tepano” Jaussen, episcop de Tahiti, a primit un dar de la un proaspăt convertit la catolicism de pe Insula Paștelui. Era vorba despre un șnur lung făcut din păr uman, probabil folosit drept coardă pentru pescuit, înfășurat în jurul unei mici scânduri acoperită cu o scriere hieroglifică. Stupefiat de descoperire, episcopul a scris imediat o scrisoare către părintele Hippolyte Roussel, aflat pe insulă, cu instrucțiuni să colecteze toate tăblițele inscripționate și să găsească indigeni în stare să le traducă. Numai că Roussel a reușit să recupereze doar foarte puține tăblițe iar localnicii nu se puteau pune de acord asupra metodei de citire a acestora.
Cu toate acestea, Eyraud văzuse sute de tăblițe cu doar doi ani înainte. Ce se întâmplase cu restul tăblițelor nu putea să fie decât subiect de speculație. Eyraud remarcase cât de puțin interes acordau indigenii tăblițelor. Stephen Chauvet a notat următoarele:
„Episcopul Jaussen l-a interogat pe Ouroupano Hinapote, înțeleptul insulei și fiul unui alt înțelept, Tekaki, și care susținea că el însuși a început studiul tăblițelor și că știa să scrie cu ajutorul unui dinte de rechin. Hinapote a declarat că nu a mai rămas nimeni pe insulă capabil să citească semnele de când peruvienii decimaseră aproape toți înțelepții. Astfel tăblițele nu mai aveau nici un înțeles pentru indigeni și nu mai prezenta nici un interes pentru aceștia, fiind folosite ca lemn de foc sau ca mosoare pentru ața de pescuit!
De asemenea Alphonse Pinart a văzut câteva tăblițe în 1877. [El] nu a putut să achiziționeze niciuna dintre acestea tăblițe deoarece nativii înfășurau pe ele ața de pescuit!”—Chauvet 1935:381–382
Pe măsură ce bolile aduse de europeni, dar și raidurile negustorilor de sclavi peruani, culminând cu raidul devastator din 1862 care a fost urmat de o epidemie de variolă, au redus populația insulei până la mai puțin de două sute de locuitori în 1870. Din această pricină este posibil ca deprinderea de a citi și scrie să se fi pierdut până la data când Eyraud a descoperit tăblițele în 1866. 
Astfel, în 1868 Jaussen a putut să recupereze de pe insulă doar un număr mic de tăblițe plus încă trei tăblițe achiziționate în 1866 de la căpitanul corvetei chiliene O'Higgins. În 1950 Barthel a descoperit rămășițele deteriorate a încă șase tăblițe în grotele din insulă, fiind folosite la ceremonii funerare. Oricum, nici o glifă nu a putut fi recuperată de pe aceste rămășițe.
Din cele 26 de texte recuperate, doar jumătate sunt într-o stare bună și autenticitatea lor este mai presus de orice îndoială.

### Considerații antropologice
Arheologul și antropologul britanic Katherine Routledge a întreprins, între 1914 și 1915, o expediție științifică în Insula Paștelui cu misiunea de a studia și cataloga arta, obiceiurile și scrierea. Ea a reușit să discute cu doi bătrâni, Kapiera și Tomenika, care se presupunea că dețineau cunoștințe despre scrierea rongo-rongo. Discuțiile nu au fost fructuoase deoarece presupușii înțelepți se contraziceau frecvent. Pe baza spuselor acestora, Routledge a tras concluzia că rongo-rongo era un sistem mnemotehnic specific care nu reda în mod evident o limbă, altfel spus rongo-rongo este o proto-scriere. Semnificația fiecărei glife se schimba de la un scrib la altul astfel încât kohau rongo-rongo nu putea fi citit de cineva care nu era pregătit pentru fiecare text specific în parte. Routledge credea că textele în sine nu sunt decât rugăciuni folosite de preoții scribi și păstrate în anumite case, sub cel mai strict tabu. Pe măsură ce au apărut noi studii etnografice, cum ar fi cele ale lui Métraux (1940), multe dintre notele lui Routledge au fost uitate iar istoria orală a arătat o influență puternică din partea considerațiilor etnografice moderne și care au fost publicate.

## Texte
Cele 26 de texte rongo-rongo sunt înscrise pe obiecte din lemn, fiecare dintre acestea conținând între 2 și 2320 de glife simple sau compuse, adică un total de peste 15000 de glife. Obiectele sunt în majoritate tăblițe alungite, din lemn, excepție făcând obiectele: I (probabil un toiag-sceptru de ceremonie al vreunei căpetenii locale, obiect cunoscut și sub numele de Toiagul din Santiago), J și L (cupe pectorale ornamentale purtate de elitele locale), X (statueta unui om pasăre) și Y (o tabacheră realizată dintr-o tăbliță rongo-rongo). Două dintre tăblițe, C și S, sunt atestate ca datând dinainte de perioada sosirii misionarilor pe insulă (secolul al XIX-lea), totuși alte tăblițe pot avea o vechime și mai mare. În plus, mai există câteva glife izolate sau fragmente scurte de text care ar putea fi scriere rongo-rongo.

### Textele clasice
Barthel a denumit fiecare dintre cele 24 de texte, pe care el le-a considerat autentice, cu literele alfabetului. Cele două fațete ale unei tăblițe se disting una de alta prin folosirea sufixelor R (recto = echivalentul paginii din dreapta a unei cărți) și v (verso = echivalentul a paginii din stânga a unei cărți) atunci când sensul de citire este stabilit cu certitudine. Rândurile la care se face referire se notează cu cifre. Astfel, Pr2 se referă la obiectul P (Marea tăbliță din Sankt Petersburg), fațeta dreapta, rândul al doilea. Atunci când sensul de citire nu poate fi stabilit cu certitudine, fațetele sunt notate cu literele a și b. Astfel, Ab1 se referă la obiectul A (Tahua), primul rând de pe fațeta b. Cele șase fațete ale Tabacherei sunt notate cu litere mici de la a la f. Aproape toate studiile și articolele referitoare la scrierea rongo-rongo folosesc notația lui Barthel. Înafară de aceasta se mai folosește și notația lui Fischer, bazată pe un sistem de numere.
| Codul Barthel | Codul Fischer | Denumire / Descriere                    | Localizare     | Note |
| ------------- | ------------- | --------------------------------------- | -------------- | --- |
| A             | RR1           | Tahua (vâsla)                           | Roma           | 1825 glife înscrise pe o vâslă europeană sau americană de 91 cm. Lemn de frasin. |
| B             | RR4           | Aruku kurenga                           | Roma           | 1135 glife pe o tăbliță de 41 de cm, cu caneluri, din lemn de palisandru. |
| C             | RR2           | Mamari                                  | Roma           | 1000 glife pe o tăbliță de 29 cm, din lemn de palisandru, fără caneluri. Conține informații calendaristice. Caracteristici pictografice pronunțate.                                                                                |
| D             | RR3           | Echancrée                               | Pape‘ete       | 270 glife pe o tăbliță de 30 cm, fără caneluri, cu crestături. A fost oferită prima dată lui Jaussen, pe post de mosor pentru o funie din păr uman. Cele două fețe sunt scrise de mâini diferite. Lemn galben (Cladrastis lutea?). |
| E             | RR6           | Keiti                                   | (Leuven)       | 822 glife pe o tăbliță de 39 cm, cu caneluri. Distrusă în Primul Război Mondial, într-un incendiu. Mulaje în Washington și în Paris.                                                                                               |
| F             | RR7           | Fragmentul Chauvet                      | New York       | Un fragment de 12 cm cu 51 de glife realizate rudimentar. Lemn de palmier? |
| G             | RR8           | Mica tăbliță din Santiago               | Santiago       | 720 glife pe o tăbliță de 32 cm, cu caneluri, palisandru. Fațeta v ar putea conține o genealogie și nu se aseamănă cu celelalte texte.                                                                                             |
| H             | RR9           | Marea tăbliță din Santiago              | Santiago       | 1580 glife pe o tăbliță de 44 cm, cu caneluri. Palisandru. Replică a obiectelor P și Q. |
| I             | RR10          | Toiagul Santiago                        | Santiago       | 2920 glife inscripționate pe sceptrul (126 cm) unei căpetenii. Cel mai lung text și singurul care pare a avea punctuație. Printre celelalte texte, se aseamănă doar cu modelele de pe Gv și Ta.                                    |
| J             | RR20          | Marele reimiro                          | Londra         | Ornament pectoral de 73 cm decorat cu 2 glife. Aparent foarte vechi. |
| K             | RR19          | Londra                                  | Londra         | 163 glife executate rudimentar parafrazând fațeta Gr de pe tăblița de 22 cm din lemn de palisandru. |
| L             | RR21          | Micul reimiro                           | Londra         | Ornament pectoral de 41 cm decorat cu un rând care conține 44 glife. Aparent foarte vechi. Palisandru. |
| M             | RR24          | Marea tăbliță din Viena                 | Viena          | Tăbliță de 28 cm din palisandru, puternic deteriorată. Fațeta b este distrusă; pe fațeta a se pot vedea 54 de glife. O copie mai veche a păstrat câteva glife în plus.                                                             |
| N             | RR23          | Mica tăbliță din Viena                  | Viena          | 172 glife elaborate, parafrazând neglijent textul Ev. Tăbliță de 26 cm realizată din lemn galben. |
| O             | RR22          | Berlin                                  | Berlin         | O bucată de 103 cm din lemn dintr-o epavă, cu caneluri, 90 de glife lizibile pe fațeta a. Fațeta b puternic deteriorată, nici o glifă identificabilă.                                                                              |
| P             | RR18          | Marea tăbliță din St. Petersburg        | St. Petersburg | 1163 glife inscripționate pe o vîslă europeană sau americană de 63 cm. Lemn galben. Replică a obiectelor H și Q. |
| Q             | RR17          | Mica tăbliță din St. Petersburg         | St. Petersburg | 718 glife pe trunchi de palisandru, 44 cm, cu caneluri. Replică parțială a obiectelor H și P. |
| R             | RR15          | Mica tăbliță din Washington             | Washington     | 357 glife, aproape toate expresiile repetă fragmente din alte texte, piesă de 24 cm. |
| S             | RR16          | Marea tăbliță din Washington            | Washington     | 600 glife lizibile pe o bucată de 63 cm de lemn galben. Folosită ulterior ca scândură. |
| T             | RR11          | Fluted Honolulu                         | Honolulu       | 120 glife lizibile pe o tăbliță de 31 cm, cu caneluri. Stare proastă, fațeta b este ilizibilă. |
| U             | RR12          | Grinda Honolulu                         | Honolulu       | 27 glife lizibile pe o grindă europeană sau americană. În stare proastă. Cele două fațete sunt scrise de mâini diferite. |
| V             | RR13          | Vâsla din Honolulu                      | Honolulu       | 22 glife lizibile pe o vâslă europeană sau americană de 72 cm. În stare proastă. Un singur rând de text, plus o pereche de glife pe fațeta a; urme de text pe fațeta b.                                                            |
| W             | RR14          | Fragmentul Honolulu                     | Honolulu       | Un fragment de 7 cm cu 8 glife pe una dintre fațete. |
| X             | RR25          | Tangata manu (omul pasăre din New York) | New York       | Statuetă de 33 cm reprezentând un om pasăre, 37 glife în șapte texte împrăștiate, inscripționare superficială. |
| Y             | RR5           | Tabachera din Paris                     | Paris          | Cutie de 7 cm, realizată din trei fragmente ale unei tăblițe; 85 glife rudeimentare doar pe fațetele exterioare. Lemn de epavă? |
| Z             | T4            | Palimpsestul Poike                      | Santiago       | Lemn de epavă? 11 cm. Aparent un palimpsest; Fischer nu consideră stratul lizibil ca fiind original. |

Au fost descoperite și glife necizelate pe câteva pietre precum și pe alte fragmente de lemn, dar despre acestea se crede că sunt falsuri create pentru a stimula turismul. O parte din cele 28 de texte inscripționate pe lemn sunt privite cu suspiciune datorită originii incerte (X, Y, și Z), datorită calității slabe a realizării textului (F, K, V, W, Y și Z) sau datorită faptului că au fost realizate cu o lamă metalică (K, V și Y) și astfel, deși s-ar putea dovedi ca fiind veritabile ar trebui interpretate cu prudență.

### Texte adiționale
În plus față de petroglifele deja menționate, mai există alte câteva texte scurte necatalogate și care ar putea fi rongo-rongo. Fischer menționează că: „multe statui prezintă glife rongo-rongo sau asemănătoare cu rongo-rongo pe coroanele lor”. El dă ca exemplu glifa compusă , de pe coroana unei staui mo'ai pakapaka (deși această glifă compusă din glifa 002  și glifa 070  nu este atestată, în mod formal este analoagă cu alte glife compuse care au la bază glifa 070). Multe cranii umane sunt inscripționate cu glifa 700 , care ar putea însemna îka, „victimă de război”. Mai sunt și alte modele, inclusiv câteva tatuaje remarcate de primii vizitatori și care ar putea fi glife de sine stătătoare. Dar fiind izolate și pictografice, este greu de știut dacă sunt sau nu o formă de scriere.

### Glifele
Cea mai completă și comprehensivă sursă publicată despre glife rămâne Barthel (1958). Acesta a asignat pentru fiecare glifă sau grup de glife asemănătoare, un cod numeric compus din trei cifre. În cazul grupelor de glife asemănătoare, Barthel a asignat codul numeric la ceea ce el a presupus că este forma de bază în vreme ce variantele din grup au fost diferențiate prin afixe alfabetice. Astfel, Barthel a asignat 600 de coduri numerice. Cifra sutelor este un număr de la 0 la 7 și categorizează capul sau forma de ansamblu în cazul în care glifa nu are cap: 0 și 1 pentru forme geometrice și pentru reprezentări de obiecte neînsuflețite, 2 pentru figuri cu „urechi”, 3 și 4 pentru figuri cu guri deschise, 5 pentru figuri cu diferite capete, 6 pentru figuri cu ciocuri și 7 pentru pești și artropode. Cifra zecilor și unităților au semnificații similare. Spre exemplu, glifele 206, 306, 406, 506 și 606 au toate un braț sau o aripă îndreptată în jos pe partea stângă iar pe partea dreaptă  un braț cu patru degete, ridicat:
: cifra șase din poziția unităților se indică o figură cu mâna ridicată.
Există o oarecare doză de arbitrar în gruparea glifelor precum și inconsistențe în atribuirea codurilor numerice și a afixelor, ceea ce conduce la un sistem mai degrabă complicat.  În ciuda acestor neajunsuri, sistemul lui Barthel este singurul sistem funcțional propus pentru clasificarea glifelor. Barthel a afirmat în 1971 că inventarul de bază al glifelor este de 120 de figuri în vreme ce restul de 480 sunt variante ale primelor sau ligamente între acestea. Demonstrația acestei afirmații nu a fost făcută niciodată, dar rezultate similare au obținut și alți savanți, cum ar fi Pozdniakov în 2007.

### Texte publicate
Foarte puține texte au fost publicate în decurs de aproape un secol. În 1875, directorul Muzeului Chilian de Istorie Naturală din Santiago, Rudolf Philippi, a publicat textul de pe Toiagul din Santiago, iar Carroll (1892) a publicat o parte din Tahua (Vâsla). Cele mai multe texte au rămas în anonimat și nu au fost disponibile pentru eventualii descifratori. Acest lucru s-a schimbat în 1958, atunci când Thomas Barthel a publicat desene ale rândurilor scrise din aproape toate textele cunoscute în lucrarea sa Grundlagen zur Entzifferung der Osterinselschrift (Bazele descifrării inscripțiilor in Inusla Paștelui), lucrare care este o sursă bibliografică fundamentală în studierea scrierii rongo-rongo. Barthel a transcris aproape toate textele, de la A la B, cu o acuratețe apreciată de CEIPP (Centre d'Etudes sur l'île de Pâques et la Polynésie - Centrul de Studii Pascuane și Polineziene) ca fiind de 97%. Desenele rândurilor nu au fost realizate cu mâna liberă ci prin imprimarea pe un suport de hârtie, suprapus peste original și frecat cu grafit.
Fischer, la rândul său, a publicat în 1997 o serie de desene noi, care conțineau și copii după texte care nu au fost înregistrate de Barthel. Între cele două versiuni (Barthel și Fischer) există pe alocuri discrepanțe clare, datorate, probabil, procedeelor diferite de copiere.

## Descifrare
La fel ca în majoritatea cazurilor de inscripții nedescifrate, există tot felul de interpretări ciudate ale scrierii rongo-rongo. Oricum, înafara unui fragment de pe o singură tăbliță despre care s-a demonstrat că reprezintă un calendar lunar, niciunul dintre texte nu a fost descifrat. Sunt trei obstacole majore care împiedică descifrarea acestei scrieri (acceptând că rongo-rongo este o scriere): un număr foarte mic de texte, lipsa oricărui context capabil să furnizeze indicii suplimentare și denaturarea limbii vorbite pe Insula Paștelui. Astăzi nativii vorbesc un amestec de pascuană cu tahitiană care, probabil, are foarte slabe legături cu vechea limbă pascuană în care se presupune că au fost scrise tăblițele.
Părerea cea mai răspândită acum este aceea că rongo-rongo nu reprezintă o scriere ci o proto-scriere sau chiar o simplă tehnică mnemonică, echivalentă unui răboj elaborat, și dedicată genealogiilor, coregrafiei, navigației, astronomiei sau agriculturii. Dacă lucrurile stau astfel este foarte puțin probabil ca rongo-rongo să fie vreodată descifrată. Pe de altă parte, cei care susțin că rongo-rongo este o scriere încă dezbat dacă este vorba despre o scriere logografică sau silabică sau un amestec între aceste două sisteme.
| glyph 1 | glyph 2  | glyph 3  | glyph 4   | glyph 5   | glyph 6   | glyph 7   | glyph 8   | glyph 9   | glyph 10  | glyph 14  | glyph 15  | glyph 16  |
| 01 | 02       | 03       | 04        | 05        | 06        | 07        | 08        | 09        | 10        | 14        | 15        | 16        |
| glyph 22 | glyph 25 | glyph 27 | glyph 28  | glyph 34  | glyph 38  | glyph 41  | glyph 44  | glyph 46  | glyph 47  | glyph 50  | glyph 52  | glyph 53  |
| 22 | 25       | 27       | 28        | 34        | 38        | 41        | 44        | 46        | 47        | 50        | 52        | 53        |
| glyph 59 | glyph 60 | glyph 61 | glyph 62  | glyph 63  | glyph 66  | glyph 67  | glyph 69  | glyph 70  | glyph 71  | glyph 74  | glyph 76  | glyph 901 |
| 59 | 60       | 61       | 62        | 63        | 66        | 67        | 69        | 70        | 71        | 74        | 76        | 901       |
| glyph 91 | glyph 95 | glyph 99 | glyph 200 | glyph 240 | glyph 280 | glyph 380 | glyph 400 | glyph 530 | glyph 660 | glyph 700 | glyph 720 | glyph 730 |
| 91 | 95       | 99       | 200       | 240       | 280       | 380       | 400       | 530       | 660       | 700       | 720       | 730       |
| Inventarul de bază rongo-rongo, propus de Pozdniakov & Pozdniakov (2007), pe baza a 99.7% din texte, exceptând Toiagul. |          |          |           |           |           |           |           |           |           |           |           |           |